# Perry Mason e il Barbablù
Perry Mason e il Barbablù (The Case of The Amorous Aunt) è un romanzo giallo del 1963 scritto da Erle Stanley Gardner, e appartenente alla serie con protagonista il celebre avvocato Perry Mason.

## Trama
La giovane Linda Calhoun e il suo fidanzato George Latty si presentano da Perry Mason con un problema: la zia di lei, la vedova di mezza età Lorraine Elmore, ha perso la testa per quello che loro ritengono un farabutto, Montrose Dewitt. Inizialmente l'avvocato li rispedisce al mittente, non ritenendo di doversi intromettere in quella che pensa essere una sbandata sentimentale. Ma appena prese informazioni sul misterioso Dewitt, cambia idea: l'uomo sembra essere infatti un cacciatore di donne sole e danarose, e un potenziale Barbablù che si sbarazza di loro appena ottenuti i loro soldi. Mason si attiva immediatamente per individuare la coppia, nel frattempo fuggita per un matrimonio in Arizona o addirittura al di là del confine, in Messico.
Li riesce ad individuare in un motel, in cui misteriosamente si trovano anche il giovane Latty, che li ha pedinati per tutto il giorno, e Howland Brent, amministratore dei beni della vedova Elmore. Ma prima che possa intervenire in alcun modo, si scopre un omicidio, che contro ogni pronostico è quello del truffatore Dewitt. Del quale viene ovviamente accusata la povera Lorraine, ritrovata dallo stesso Mason in stato confusionale e incapace di fornire una versione convincente dell'accaduto. Con l'aiuto di un giovane avvocato del posto, Duncan Crowder, e dei soliti immancabili Della Street e Paul Drake, il celebre avvocato deve districare un mistero che si rivela più complicato di quanto non appaia.

## Personaggi
- Perry Mason, celebre avvocato
- Della Street, segretaria di Mason
- Paul Drake, investigatore privato e collaboratore di Mason
- Lorraine Elmore, vedova di mezza età
- Linda Calhoun, nipote di Lorraine
- George Latty, fidanzato di Linda
- Montrose Dewitt, truffatore di donne sole
- Duncan Crowder, avvocato
- Howland Brent, amministratore della signora Elmore
- Belle Freeman, ex vittima di Dewitt
- Baldwin Marshall, procuratore distrettuale.

## Edizioni italiane
- Perry Mason e il Barbablù, traduzione di Giuseppe Cavalca, I classici del Giallo Mondadori n. 705, Arnoldo Mondadori Editore, febbraio 1994.